# Unheilige Allianzen
Unheilige Allianzen. Black Metal zwischen Satanismus, Heidentum und Neonazismus ist der Titel eines im Jahr 2005 im Unrast Verlag erschienenen Buches, welches sich mit neonazistischen Tendenzen in der Black-Metal-Szene und ihren Verbindungen zur organisierten rechtsextremen Szene befasst.

## Entstehung
Die Autoren sind der Düsseldorfer Sozialwissenschaftler Christian Dornbusch und der Politikwissenschaftler Hans-Peter Killguss. Dem Buch gingen im Jahr 2003 eine Magisterarbeit (Dornbusch) und eine Diplomarbeit (Killguss) über Black Metal voraus. Laut Prolog beschäftigen sich beide seit den 1980ern mit der Metal- und Rock-Szene und begannen 1998, also zu der Zeit, als der wegen des Mordes an Sandro Beyer verurteilte Hendrik Möbus von der Band Absurd vorzeitig aus der Haft entlassen wurde und seine Kontakte auszubauen begann, mit den Recherchen für ihr Buch. Da beide Autoren schon Erfahrung mit dem Umgang in der rechtsextremen Szene hatten, bewegten sie sich laut eigenen Aussagen vorsichtig in der Black-Metal-Szene und versuchten ihre Privatsphäre zu schützen, jedoch seien die Autoren mittlerweile in diesem Umfeld „mit ihren Pseudonymen enttarnt“. Nach Veröffentlichung des Buches erhielten sie konkrete Morddrohungen aus dem NSBM-Umfeld.

## Aufbau, Inhalt
Das Buch ist in drei Abschnitte unterteilt: Der erste widmet sich der Entstehungsgeschichte des Black Metal, der zweite der Szene, ihrem Image, ihren Inhalten und den jeweiligen Aneignungen durch Neonazis. Der dritte Abschnitt schließlich befasst sich mit dem sogenannten NSBM.

## Rezeption
Unheilige Allianzen wurde durch eine Vielzahl von Medien, darunter der Informationsdienst gegen Rechtsextremismus, die taz, Telepolis oder Visions, durchgehend positiv bewertet und als empfehlenswerte Veröffentlichung bezeichnet. In der Metalszene im weitesten Sinne wurde das Buch durch verschiedene Szenemedien wie die Printmagazine Rock Hard sowie Legacy und diverse Webzines ebenfalls grundlegend positiv aufgenommen. Das Werk könne sowohl als Argumentationshilfe dienen als auch eine in Teilen der Szene lange ignorierte Diskussion über problematische Inhalte anregen. 
In der Pagan- und Black-Metal-Szene ist das Buch umstritten. So bezeichnet die deutsche Pagan-Metal-Band Odroerir das Buch als „Trivialliteratur“ und „Schund“, während die österreichische Extreme-Metal-Band Summoning das Buch empfiehlt. Das Buch sei „teilweise unwissenschaftlich“ und durch die Nichtnennung szeneinterner Selbstkritik einseitig. Außerdem seien Interview-Aussagen aus dem Zusammenhang gerissen worden.
Andere Bands sehen sich aufgrund von Privatfreundschaften einzelner Mitglieder untereinander oder Konzertauftritten mit umstrittenen Bands ungerechtfertigt als pauschal rechtsextreme Gruppierungen gebrandmarkt. Durch solche Fehler sehen Szenegänger die gesamte Black-Metal-Szene als rechtsradikal oder „rechtsoffen“ diskreditiert. Laut den Autoren unterscheidet sich die Szene jedoch nicht „deutlich in einen unpolitischen mit klaren Abgrenzungen und einen rechten Flügel, sondern erscheint eher als ein großes Ganzes, in dem beide Fraktionen mehr oder weniger gut miteinander auskommen“.

## Ausgaben
- Christian Dornbusch und Hans P. Killguss: Unheilige Allianzen. Black Metal zwischen Satanismus, Heidentum und Neonazismus., Unrast Verlag, 2005, ISBN 978-3897718173